# Guatemala zászlaja

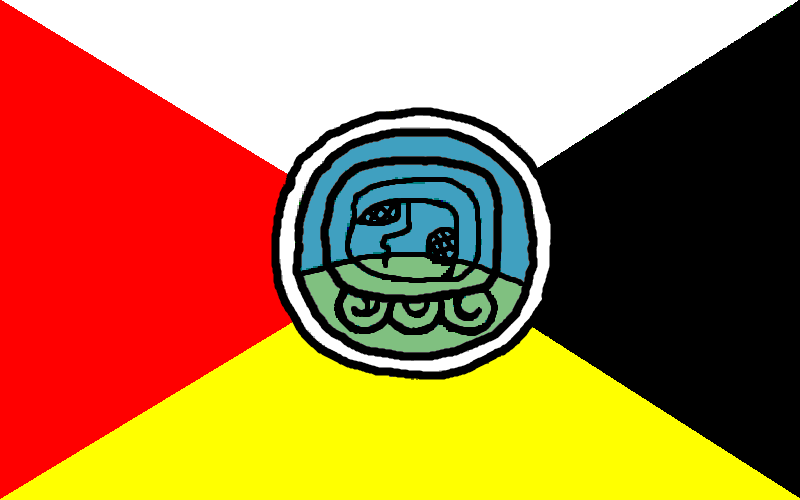
A guatemalai őslakosok 2008-ban hivatalosan elfogadott zászlaja.

Guatemala, a Közép-Amerikai Egyesült Tartományok többi négy volt tagjához hasonlóan megtartotta a Szövetség zászlaját. Az állami emblémával ellátott kék-fehér-kék függőleges trikolórt 1871-ben vezették be; az emblémát 1968-ban, majd 1997-ben módosították. A kék az igazság és a kitartás, a fehér a tisztaság és a becsület színe. Az embléma fő motívuma a quetzal, Guatemala nemzeti madara, a szabadság szimbóluma.
A feliratszalagon ez olvasható „Szabadság: 1821. szeptember 15.” (Ezen a napon lett független Közép-Amerika.) A puskák azt szimbolizálják, hogy a nép kész megvédeni a szabadságot, a kardok az igazság és a hatalom jelképei, a koszorú pedig a győzelemé.
A legutóbbi változtatás a függetlenség dátumának írásmódját érintette. 1997 decemberétől a felirat a napi dátumot „15 de Septiembre” formában adja meg a korábbi „15 de Setiembre” helyett.
2008-ban hivatalosan elfogadtak egy zászlót a guatemalai őslakosság részére. Ez közös lobogója mind a guatemalai maja, valamint a xinka és garifuna népcsoportnak. A zászlóban levő piros-sárga-fekete trikolór képviseli e három népcsoportot. A zászló közepén elhelyezkedő kép ősrégi maja szimbólum, a Q'anil (mag) jele, amely a 20 napos maja naptárból származik.